# Batavia (1628)
Batavia – galeon zbudowany w Amsterdamie w 1628 roku i należący do Holenderskiej Kompanii Wschodnioindyjskiej. „Batavia” wyruszyła w pierwszą podróż 29 października 1628 roku, płynąc do Indii Wschodnich, ale w wyniku spisku statek zszedł z kursu i rozbił się u wybrzeży Australii Zachodniej. Część załogi, która przeżyła katastrofę zbuntowała się, co z kolei doprowadziło do masakry, w której zginęło 125 osób.

## Historia okrętu

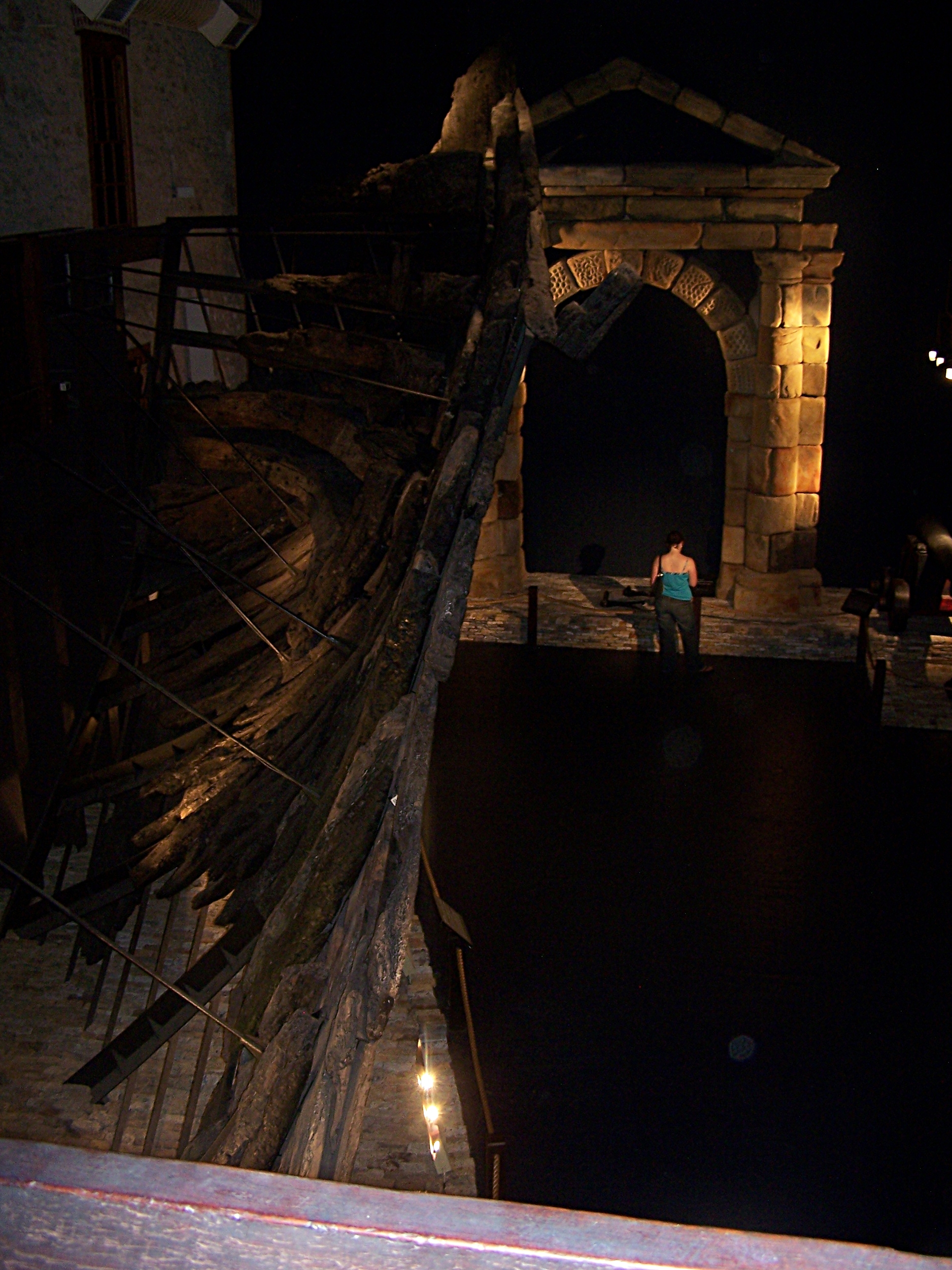
Fragment kadłuba „Batavii” w „Shipwreck Museum” we Fremantle

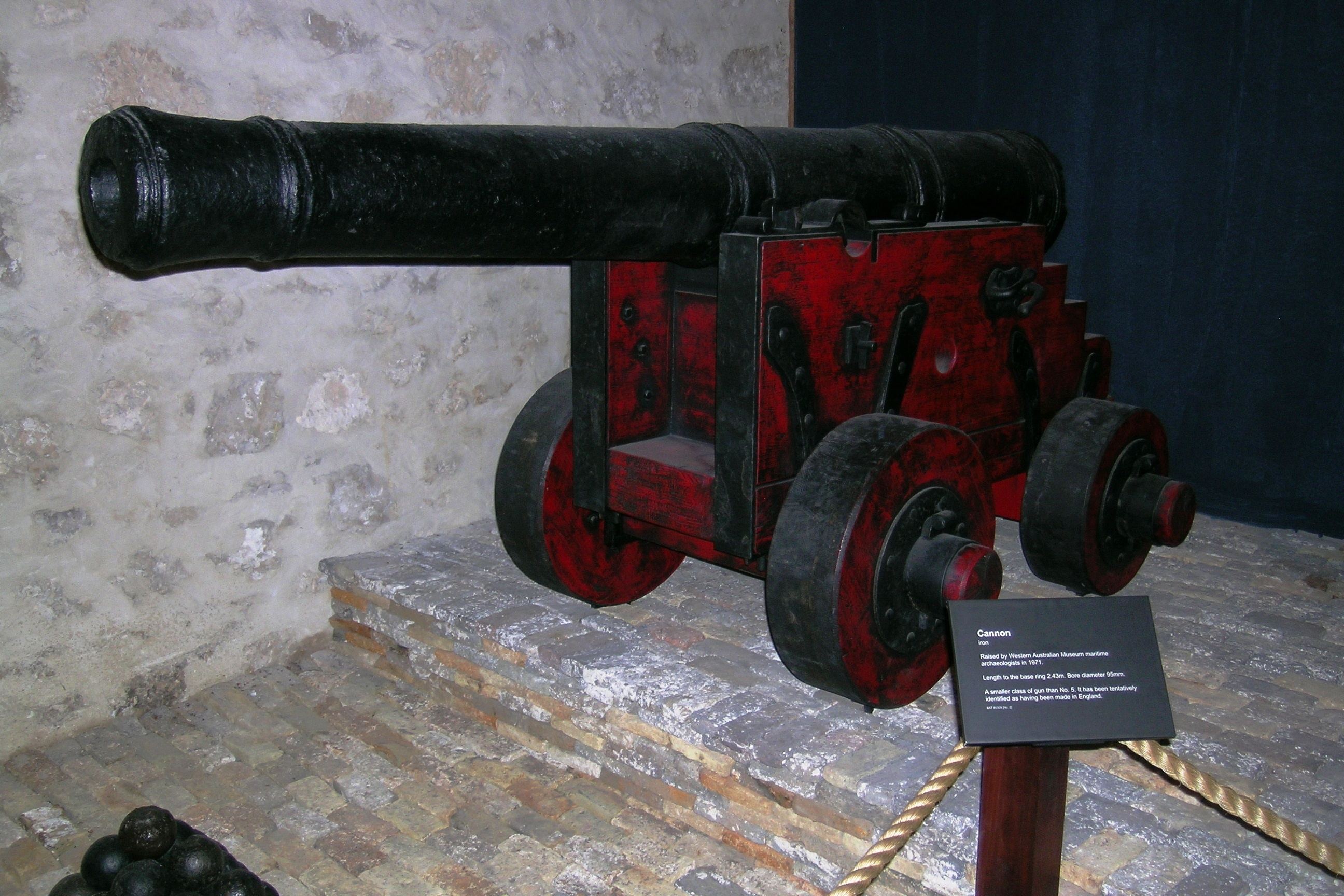
Żeliwna armata wydobyta z wraku „Batavii”; statek był uzbrojony w 24 armaty podobnego typu

„Batavia” wyruszyła w dziewiczą podróż pod kierownictwem „starszego kupca” (opperkoopman) François Pelsaerta, a statkiem dowodził kapitan Adriaen Jacobsz. Jednym z pasażerów na pokładzie był zbankrutowany aptekarz Jeronimus Cornelisz. W czasie podróży Jacobsz i Cornelisz zaprzyjaźnili się i postanowili sprowokować bunt na pokładzie w celu porwania statku. Obaj pragnęli osiedlić się w miejscu, które pozwoliłoby im na rozpoczęcie nowego życia, w czym miały im pomóc znajdujące się na pokładzie statku srebro i złoto. W drodze do Indii Wschodnich Jacobsz specjalnie opuścił konwój, w którym płynęła „Batavia” i spiskowcy wraz z niewielką grupą marynarzy usiłowali sprowokować incydent, który miał doprowadzić do buntu większości marynarzy, co jednak im się nie udało.
4 czerwca 1629 r. statek wszedł na rafę w pobliżu wyspy Beacon. Z 341 osób przebywających na pokładzie 301 udało się przedostać na okoliczne wyspy (40 osób utonęło). Grupa oficerów, marynarzy i kilku pasażerów pod dowództwem Pelsaerta przeszukała okolicę w celu znalezienia wody pitnej. Nie znalazłszy żadnego źródła, Pelsaert i grupa marynarzy na pokładzie 10-metrowej łodzi udali się w podróż do Batavii (obecnie Dżakarta) po pomoc, pozostawiając za sobą 268 osób. Na miejsce dotarli po 33 dniach i Pelsaert na pokładzie innego statku natychmiast wyruszył w podróż powrotną, aby uratować resztę załogi i pasażerów. Kiedy przybył na miejsce, gdzie rozbiła się „Batavia” odkrył, że w czasie jego nieobecności wybuchł tam bunt.
Dowodzona przez Cornelisza i Jacobsza grupa marynarzy w oczekiwaniu na statek, który miał ich uratować zamordowała 125 osób (w tym kobiety i dzieci) oraz planowała porwać statek ratowniczy. Nie udało im się to jednak, zostali schwytani i straceni. Dwóch buntowników, których uznano za winnych w niewielkim tylko stopniu, zostało porzuconych na brzegu Australii. Więcej już ich nigdy nie widziano, ale w późniejszym okresie brytyjscy osadnicy opisywali dziwnych aborygenów o niezwykle jasnej skórze. Nie jest więc wykluczone, że marynarze ci przyłączyli się do jednego z zamieszkujących te tereny plemion aborygeńskich.
W 1970 r. wydobyto z morza część kadłuba „Batavii”, a także artefaktów z jej pokładu, większość obiektów znajduje się obecnie w Muzeum Morskim Australii Zachodniej w Fremantle.

## Współczesna replika

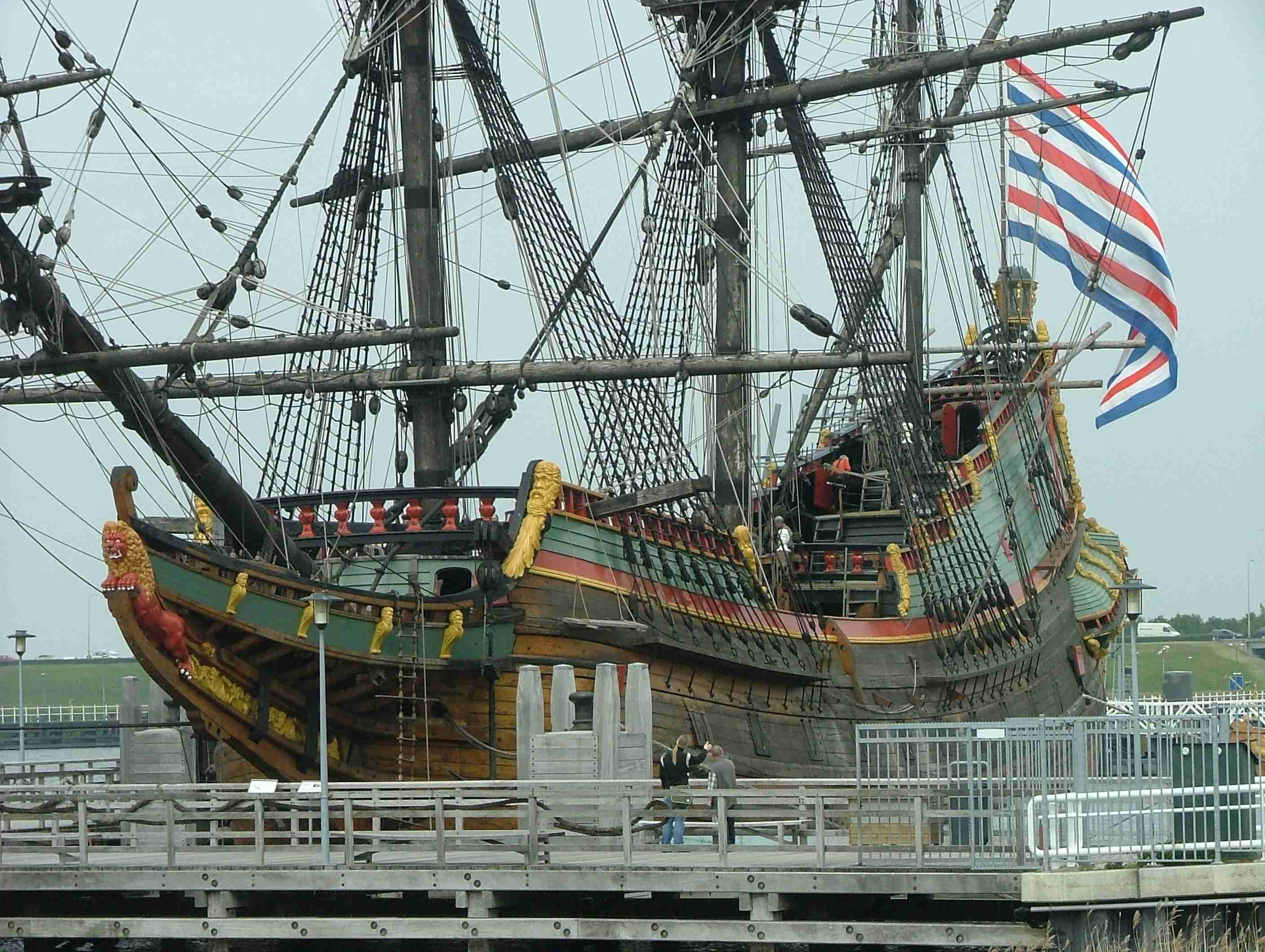
XX-wieczna replika „Batavii”

W 1995 roku w Lelystad w Holandii zbudowano replikę „Batavii” używając do tego tradycyjnych materiałów szkutniczych, takich jak: dąb (kadłub) czy konopie (liny). Okręt zbudowano przy wykorzystaniu narzędzi i technologii z XVII wieku.